# Вентура, Кандида
Кандида Маргарида Вентура (порт. Cândida Margarida Ventura; 1918—2015) — португальская политическая активистка левого толка, во времена режима «Нового государства» бывшая оппозиционеркой и политзаключённой. Первая женщина, занявшая руководящую должность в Португальской коммунистической партии (ПКП).

## Биография
Кандида Вентура родилась в городе Лоренсу-Маркиш (ныне Мапуту) в португальском Мозамбике 30 июня 1918 года. Она была дочерью железнодорожного служащего Антониу Вентуры и учительницы начальных классов Клементины ди Деуш Франку Пиреш Вентуры. Вскоре после её рождения семья вернулась в Португалию, поселившись в Калдаш-де-Моншике в Алгарве. В возрасте 11 лет Вентура при поддержке организации школьных учителей отправилась учиться в Лиссабон. После окончания средней школы поступила на факультет искусств Лиссабонского университета, где изучала историко-философские науки. В университете она познакомилась со своим мужем Фернанду Питейрой Сантушем, но их брак продлился меньше года.

## Партийная деятельность. 17 лет в подполье
Под впечатлением от гражданской войны в Испании она присоединилась к Женской антифашистской бригаде (Brigada Anti-Fascista Femenil, BAFF), Союзу коммунистической молодёжи Португалии, Национальный совет португальских женщин (Conselho Nacional das Mulheres Portuguesas, CNMP), Ассоциация португальских женщин за мир (Associação Feminina Portuguesa. para a Paz, AFPP) и Международной Красной помощи (Socorro Vermelho Internacional). Она также сотрудничала с будущим лидером ПКП Алвару Куньялом в составе редакции еженедельного журнала O Diabo, который издавался в период с 1934 по 1940 год, прежде чем был закрыт цензорами режима.
После завершения дипломной работы, которую она начала в Лиссабоне в Университете Коимбры в 1943 году, Вентура на 17 лет ушла в подполье по совету члена Центрального комитета ПКП Жозе Грегориу. Одной из возложенных на неё функций была поддержка секретариата ЦК. Она использовала различные псевдонимы, в том числе Жуана (Жанна), Роза, Андре и Розарио. Её политическая работа способствовала забастовкам на обувных фабриках в Сан-Жуан-да-Мадейра. В 1946 году она стала первой женщиной, вошедшей в состав ЦК ПКП. В том же году она начала публиковать бюллетень для женщин-коммунисток, работающих в подполье, Tres Paginas, который с 1956 года получил название A Voz das Camaradas das Casas do Partido.

## Арест, заключение и пытки
В 1950-х годах компартия определила Вентуру ответственной за работу на севере страны. В это время её впервые обвинили во фракционерстве за несогласие с уставом и программой, намеченной партией. Как следствие, она была временно выведена из состава ЦК, хотя и вернулась в 1957 году. В 1958 году она нелегально уехала в Советский Союз, где у нее начали появляться первые сомнения в отношении соответствия советской модели коммунистической идее. Вернувшись в Португалию и все еще скрываясь от властей, она взяла на себя ответственность за координацию групп студентов и интеллигенции в Лиссабоне.
3 августа 1960 года она была арестована португальской тайной полицией PIDE вместе со своим тогдашним партнёром Орланду Линдимом Рамушем. Применяемые к беременной Вентуре пытки привели к выкидышу, когда её в очень тяжёлом состоянии наконец госпитализировали. В конце концов, она была приговорена к пяти годам заключения в тюрьме Кашиас недалеко от Лиссабона. Однако в 1963 году она была условно освобождена из-за плохого состояния здоровья и бежала в СССР для лечения.

## Чехословакия
Затем Вентура перебралась в Чехословакию, где публиковалась в международной коммунистической прессе под псевдонимом Катарина Мендеш (в том числе участвовала в редакции журнала «Проблемы мира и социализма»). Она познакомилась и сдружилась с лидером чехословацких коммунистов Александром Дубчеком, обвинённой в троцкизме и сионизме писательницей Ленкой Рейнеровой и репрессированным по делу Сланского Артуром Лондоном, который позже напишет предисловие к книге Вентуры.
Она была в Праге в 1968 году, во время реформ Дубчека и Пражской весны, и стала свидетельницей вторжения в страну войск Варшавского договора, усилившего её разочарование ещё сильнее (хотя составленную другими португальськими коммунистами-политэмигрантами в Чехословакии прокламацию с протестом против советского вторжения подписывать не стала). В 1969 году к ней в Прагу прибыла и 17-летняя дочь Роза.

## Расхождение с партией и дальнейшая жизнь
После Революции гвоздик, свергнувшей правоавторитарный режим «Нового государства», Вентура смогла вернуться в Португалию. Однако осуждение ей репрессий в СССР и странах Восточной Европы привело к её расколу с ПКП. Из партийного лидера она превратилась в изгоя, а во время визитов в Чехословакию тайно перевозила литературу для местных диссидентов.
Сначала она получила работу в Министерстве иностранных дел Португалии. Вернувшись в Алгарве в 1976 году, она стала школьной учительницей, а затем профессором Высшего института Мануэла Тейшейры Гомеша (ISMAT). В 1984 году она написала книгу «Социализм, в котором я жила» (O socialismo que eu vivi), в которой рассказала о своём опыте и раскритиковала угнетение в восточноевропейских странах при власти коммунистических партий.
Вентура умерла 16 декабря 2015 года от респираторных заболеваний.